# الجيهاني
الجيهاني ، أبو عبد الله محمد بن أحمد بن نصر الجيهاني ، توفى سنة 375هـ
استوزره أمير خراسان إسماعيل الساماني ألف الجيهاني كتاب «المسالك في معرفة الممالك» اعتمد فيه على الإصطخري وخرائطه، وأضاف إلى ذلك معلومات قيمة عن بلاد الهند والسند وإيران والصين وآسيا، وهذا الكتاب مفقود إلا أن الجغرافيين نقلوا عنه، ومنهم الإدريسي.